# Roberto Jouvenal
Roberto Jouvenal (Luserna San Giovanni, 17 aprile 1921 – Torino, 20 dicembre 1988) è stato un avvocato italiano. Ha insegnato per oltre vent'anni Filosofia del Diritto presso la Scuola di Assistenti Sociali (UNSAS) di Torino.

## Studi
Dopo la maturità classica al Collegio valdese di Torre Pellice, studia teologia alla Facoltà valdese di teologia e filosofia alla Sapienza di Roma. Interrotti gli studi a causa della chiamata alle armi, riprende gli studi dopo il 25 aprile 1945 laureandosi nello stesso anno con il massimo dei voti all'Università di Torino con una tesi sul concetto di peccato e di fede in Soeren Kierkegaard. Dal 1945 al 1950 è assistente di Nicola Abbagnano, titolare della cattedra di Filosofia all'Università di Torino. Vincitore di concorso alla cattedra di filosofia nei licei, negli stessi anni prosegue gli studi in legge, per poi laurearsi in Giurisprudenza – con il massimo dei voti – presso l'Università di Pavia nel 1953 con una tesi su L'idea di progresso. Dal 1950 al 1958 è collaboratore della rivista Il Politico, diretta da Bruno Leoni, titolare della cattedra di Filosofia del diritto all'Università di Pavia.

## Periodo bellico
Dopo aver frequentato il corso di allievo ufficiale, presta servizio alla L.A.T.I. sugli aerei militari in trasferta tra Roma, Casablanca, Atene, e in difesa dell'aeroporto di Centocelle.
L'8 settembre 1943 partecipa alla battaglia di Porta San Paolo a Roma contro le truppe tedesche. Nei giorni della disfatta, riesce a raggiungere il nord, dove si comincia ad organizzare la Resistenza, e si lega al Partito d'Azione, i cui primi gruppi si stavano formando a Torre Pellice. Sale al Bagnou di Angrogna, aderendo alle squadre di Giustizia e Libertà, che si raccolgono intorno a Jacopo Lombardini, e operano tra la Val Pellice e la Val Germanasca. Ma, durante il tragico rastrellamento della primavera del 1944, è catturato e condotto a Torino; malmenato, è rinchiuso in carcere, nel Braccio tedesco delle SS, dal 26 aprile al 10 giugno 1944. Uscitone, resta "alla macchia" fino alla Liberazione, nascosto in alta Val Liussa, sopra Villar Pellice. Il suo nome di battaglia era Robertino e gli è stata riconosciuta la qualifica di patriota.

## Attività professionale
L'esercizio della professione forense, cominciato presso il Tribunale dei Minori di Torino, gli offre motivi di interesse anche nel campo della patologia dell'educazione, con particolare riguardo ai problemi della delinquenza minorile, per cui è nominato, nel 1963, membro del Consiglio direttivo del Centro di tutela minorile di Torino, nell'ambito della Unione italiana di assistenza all'infanzia. Anche a questo titolo, il Ministero della pubblica istruzione lo interpella per l'elaborazione di un piano di ristrutturazione dell'insegnamento della filosofia nei Licei, affidandogli pure un intervento per il congresso della Associazione degli insegnanti europei di filosofia, a Vienna, nel 1967.
Avvocato cassazionista dal 1970, ricco di preparazione filosofica e giuridica, insegna per oltre vent'anni Filosofia del Diritto presso la Scuola di Assistenti Sociali (UNSAS) di Torino, oggi diventata Facoltà universitaria.

## Attività sociale e nella Chiesa valdese
A partire dall'immediato dopoguerra, nella situazione venutasi a creare dopo la caduta del fascismo, il mondo evangelico italiano si trova proiettato in un'ottica nuova, nata dai dibattiti fecondi originati dalle cosiddette "Giornate teologiche" del Ciabàs. Nel gruppo di quanti vi si impegnarono, Jouvenal è uno dei più giovani. Riscuote pure la fiducia della Tavola Valdese, che gli affida la direzione della casa editrice Claudiana, di cui è direttore dal 1948 al 1952, e lo pone a capo per l'Italia del Movimento Cristiano Studenti, delegandolo alla riunione mondiale del General Committee di Toronto, nel 1949.
Gli studi sull'esistenzialismo portano Jouvenal a molti contatti con l'esistenzialismo francese, mentre i dibattiti politici incentrati sul tema del confronto tra Cristianesimo e marxismo lo vedono protagonista nella vita culturale torinese. Il tema della libertà religiosa è uno dei motivi fondanti dei suoi studi di filosofia del diritto, di filosofia della politica, di filosofia della religione, argomenti trattati in varie decine di scritti e recensioni. È tra i fondatori della sezione torinese di Amnesty International, che lo avrà proboviro fino alla fine della vita.

## Il libroLibero arbitrio - Servo arbitrio
Lo studio dei testi della Riforma ha sempre interessato Jouvenal, anche quando un infarto lo costringe quasi all'immobilità, secondo le terapie in uso a quel tempo. Nasce in quel periodo la pubblicazione del libro con il testo integrale del Libero arbitrio di Erasmo messo a confronto con i passi scelti del Servo arbitrio di Martin Lutero: un'opera fortunata, dotata di una prefazione colta e acuta, che non risente dei molti anni trascorsi da quando fu scritta la prima volta. Perché vi si avverte l'ammirazione per la figura di Erasmo, «profeta della maturità dell'intelligenza umana», ma si mette in chiara luce la tesi di Lutero, che nell'affermazione della  Sola Scriptura, coglie «la vera dignità dell'uomo», in quanto «capace di intendere la Parola di Dio». Il libro Il libero arbitrio / Erasmo da Rotterdam. Il servo arbitrio / Martin Lutero vedrà la luce nel 1969 per i tipi della Claudiana, presso cui avrà tre edizioni. Sarà poi ripreso anche dalla Fabbri Editori nella collana I classici del pensiero.

## Pubblicazioni
- Posizione giuridica della Chiesa Valdese di fronte allo Stato a 100 anni dal Risorgimento in Protestantesimo. Rivista trimestrale pubblicata dalla Facoltà valdese di teologia, luglio settembre 1948[3]
- Prefazione a Jacques Darchon, Impegno politico del cristiano, Torino, Claudiana, 1965.[4]
- Prefazione a Paolo Ricca, La morte di Dio: una nuova teologia, Torino, Claudiana, 1967.[5]
- Erasmo da Rotterdam, Il libero arbitrio (testo integrale) – Martin Lutero, Il servo arbitrio (passi scelti), a cura di Roberto Jouvenal, Torino, Claudiana, 1969.[6]